# Incendio en la clínica Saint Emilien
El Incendio en la clínica Saint Emilien fue un desastre acontecido en la noche del día 26 de abril de 1985 en la ciudad de Buenos Aires, cuando una clínica neuropsiquiátrica del barrio porteño de Saavedra ardió en llamas.
El gravísimo siniestro provocó la muerte de 78 personas y dejó heridas a otras 192, constituyendo uno de los peores incendios en la historia del país, superado posteriormente por el desastre de la discoteca República de Cromañón en 2004.

## Cronología
El viernes 26 de abril de 1985 alrededor de las 21, se desató en Saavedra el incendio en la Clínica Neuropsiquiátrica Saint Emilien, ubicada en la Avenida Crisólogo Larralde —en ese entonces, Republiquetas— 3990, entre Estomba y Rómulo Naón. El fuego se inició en el tercer piso y se propagó rápidamente a las demás dependencias. Un hecho desafortunado como ese se convirtió en una catástrofe por una suma de factores. Tratándose de un centro psiquiátrico, algunos pacientes habían sido dormidos con sedantes como parte de su tratamiento y no pudieron huir de las llamas. Otros hallaron las puertas de seguridad de sus habitaciones cerradas y no pudieron atravesarlas por sus barrotes. Lo mismo ocurrió con algunas ventanas. Las víctimas quedaron así a merced de las llamas y de los gases. Los que no murieron calcinados lo hicieron por asfixia.
Casi todas las ambulancias de los hospitales metropolitanos fueron puestas a disposición para completar el rescate de los heridos y para el traslado de los cuerpos. En el momento de la tragedia se encontraban allí internados unos 410 pacientes.
Los testigos del incendio vieron cómo una enfermera de la clínica se arrojaba por una ventana del tercer piso para escapar de las llamas. Iba envuelta en un colchón. La joven falleció por el impacto de la caída. También los internos pretendían huir arrojándose desde las alturas.
Un gran número de bomberos, con mangueras de alta presión, escaleras mecánicas y un hidroelevador, lucharon por controlar el fuego. A la medianoche hicieron el primer intento de ingresar al lugar, pero aún las llamas dominaban el interior. Cuando dos horas más tarde pudieron realizarse los rescates, los bomberos se encontraron con un panorama tétrico: cuerpos calcinados, un edificio consumido y habitaciones cerradas con trabas y barrotes. Algunos de los rescatados intentaban escapar de las manos de sus salvadores para internarse nuevamente en el infierno, creyendo que en sus habitaciones estarían más seguros.
Muy pronto, tanto las dotaciones de bomberos como los hospitales entraron en estado de alerta ante la crítica situación. Los primeros evacuados encontraron asilo en la Parroquia Santa María de los Ángeles. Finalmente, los heridos fueron trasladados y distribuidos en el Instituto del Quemado, en los hospitales Pirovano, Alvear, Borda, Piñero, Fernández, Pena y Ferroviario, en las clínicas Lanús, Morón, San Martín y San Cristóbal y en el Sanatorio Norte. A las cinco de la madrugada del sábado 27 de abril los bomberos comenzaron a retirar los cadáveres de las víctimas, la mayoría de ellos carbonizados. Los cuerpos fueron trasladados en un móvil de la Dirección General de Asuntos Judiciales de la Policía Federal hacia la morgue, ubicada en la avenida Córdoba y Junín.

## Sospechosos
La primera acusación respecto del posible causante de la tragedia la realizó, en esos mismos días, un empleado de la clínica. Según él, un paciente de 19 años apodado 'Chapita', habría sido el que comenzó el fuego. Relató que el individuo ya había protagonizado un hecho de las mismas características ocho meses atrás, cuando intentó quemar la sala de terapia intensiva y provocó heridas a cincuenta personas pero al parecer, Carlos estaba tomando mate con otros pacientes cuando se declaró el incendio y, en medio del infierno rescató a una mujer.

## La causa
Luis Manuel López, el superintendente de Bomberos, aclaró entonces que si el establecimiento poseía o no la habilitación pertinente en lo que hace a la seguridad de los internos “no es competencia de los bomberos sino un tema atinente a la Municipalidad”. Hasta 1980 existía una disposición que obligaba a este tipo de institutos a gestionar un permiso del Cuerpo de Bomberos, que -previo a la habilitación- debía llevar a cabo una rigurosa inspección. Pero esa norma ya no tenía vigencia para 1985, cuando sucedió el hecho. La ex Municipalidad omitió clausurar la clínica antes del incendio, tal como lo sugería un informe presentado veinte días antes. Según el fallo de la Cámara Civil y Comercial Federal, el incendio se debió a notorias deficiencias edilicias de la clínica. Había poca iluminación, sobreabundancia de camas y faltaba ventilación en el subsuelo. Se habían labrado 46 actas en seis años.
En uno de los fallos posteriores a la tragedia se afirma que el edificio se encontraba en situación irregular desde 1979. Otro de los elementos curiosos del caso es que, a pesar de haber muerto 78 personas, no más de veinte iniciaron una causa judicial; los demás arreglaron con la clínica o no hicieron el correspondiente reclamo.

## Actualidad
La Clínica Saint Emilien cambió de nombre luego de la catástrofe. Funcionó hasta el 31 de agosto de 1997 como el Instituto de la Familia Monseñor Bufano. Posteriormente, el edificio fue abandonado.